# Eduard Herterich
Eduard Herterich (* 30. April 1905 in Poulheim, Kreis Köln; † 3. Juli 1994 in Bielefeld) war ein Grafiker und Aquarellmaler, der seit frühester Kindheit in Bielefeld lebte und arbeitete.

## Leben
In der Zeit des Ersten Weltkrieges gehörte Herterich zu einer Bielefelder Gruppe des Wandervogel, wo er dem Maler und Bildhauer Peter August Böckstiegel begegnete.
Seine künstlerische Laufbahn begann Anfang der 1920er Jahre an der Handwerker- und Kunstgewerbeschule Bielefeld. Als Gasthörer unterrichtete ihn dort zunächst Ludwig Godewols, Mentor bekannter Künstler wie Böckstiegel, Wilhelm Schabbon (1890–1962), Erich Lossie (1886–1944) und Hermann Freudenau (1881–1966). 1928 bis 1934 konnte er ein Studium an dieser Einrichtung absolvieren. In dieser Zeit war vor allem der Glasmaler Karl Muggly sein Lehrer. Seinen Einfluss findet man seitdem in vielen seiner Werke.
1944 wurde Eduard Herterich trotz einer angeborenen schweren Behinderung zum Kriegsdienst eingezogen. Die Kriegsgefangenschaft überlebte er nur durch sein künstlerisches Talent. Ein französischer Geistlicher wurde auf ihn aufmerksam. Er erteilte ihm den Auftrag, in verschiedenen Kapellen Nordfrankreichs Wandgemälde anzufertigen.
Nach dem Krieg fand Herterich in Emil Groß einen wichtigen Fürsprecher. Groß war Verleger der sozialdemokratischen Zeitung Freie Presse, Landtagsabgeordneter der SPD und Mitglied des Gesamtvorstandes der SPD. Vergesst mir den Eduard nicht, soll Groß bei geplanten Kunstankäufen durch die Bielefelder  Arbeiterwohlfahrt (AWO) oder die Bielefelder Wohnungsgenossenschaft Freie Scholle immer gesagt haben. „Wo man in ein AWO-Haus kam, hing garantiert an einer Wand ein Herterich“, erinnerte Grube sich später.
Von 1956 bis 1970 unterrichtete Herterich als nebenamtlicher Lehrer Kunsterziehung und Heimatkunde an vielen Bielefelder Volksschulen. 
Eduard Herterich verstarb am 3. Juli 1994 einen Monat nach seinem 89. Geburtstag in Bielefeld. Zahlreiche seiner Werke befinden sich in der Sammlung der Kunsthalle Bielefeld, des Bielefelder Kunstvereins oder in Privatbesitz.

## Kunst
Herterichs Kunst spannt den Bogen von der Romantik zum Realismus bis zum Expressionismus ja gar zur Abstraktion. Seine Arbeiten waren großräumige weite Landschaften mit bis ins Detail gehenden Baum- und Wurzelstudien. In seinen Werken findet sich die Natur von den Küsten Norddeutschlands über Teutoburger Wald, Senne bis hinunter nach München und Tirol.

## Ehrungen
- 1979: Kunstpreis der Stadt Bielefeld
- 1985: Bundesverdienstkreuz